# Frank Kroll
Frank Kroll (* 1968 in Hildesheim) ist ein deutscher Jazzmusiker (Sopran-, Altsaxophon, Bassklarinette) und Komponist.

## Wirken
Kroll studierte zunächst Kulturpädagogik, um dann ab 1992  an der Musikhochschule Stuttgart Jazz- und Popularmusik zu studieren. 1995 und 1996 absolvierte er einen Studienaufenthalt in den USA bei dem Sopransaxophonisten David Liebman und dem Pianisten Richie Beirach. 1999 schloss sich ein Künstlerisches Aufbaustudium bei Bernd Konrad an, das er mit Auszeichnung absolvierte.
Seit 1993 arbeitete er eng mit Patrick Bebelaar, zunächst in der Gruppe Limes X, zusammen und war international auf Tournee. Hinzu kamen Konzerte mit Pierre Favre, Günter Lenz, Michel Godard, Herbert Joos, Jo Ambros und anderen. Er beschäftigte sich intensiv mit zeitgenössischer improvisierter Musik sowie der Musik anderer Kulturen und  komponierte für unterschiedliche Formationen bis hin zur Big Band. Weiterhin war er als Musiklehrer an der Musikschule Korntal-Münchingen (Leitung der High ‘n Mighty Big Band; Preisträger Jugend jazzt) und an der Jugendmusikschule Leonberg tätig. Seit 2010 hat Kroll den Schwerpunkt seiner Tätigkeit auf den pädagogischen Bereich gelegt und ist seitdem am Max-Planck-Gymnasium Schorndorf als Lehrer tätig. Dort kümmert er sich verstärkt um die Ausbildung des Jazznachwuchses und leitet die Mini- und die Bigband. Einmal im Jahr zeigen die Bands bei einem Schulkonzert ihr Können.

## Preise und Auszeichnungen
Kroll war Stipendiat der Kunststiftung Baden-Württemberg sowie der Hermann-Haake-Kunststiftung, Stuttgart. 2003 erhielt er gemeinsam mit Veit Hübner den Jazzpreis Baden-Württemberg. 

## Diskographische Hinweise
- Patrick Bebelaar/Frank Kroll Apollo & Marsyas (1998)
- Frank Krolls Landscape (2002)
- Pierre Favre Ensemble Fleuve (2005)
- Patrick Bebelaar, Pierre Favre, Günter Lenz, Frank Kroll: Studio Konzert (2014)